# Geremia Lunardelli
Geremia Lunardelli (Oderzo, 20 de agosto de 1885 — São Paulo, 9 de maio de 1962) foi um proprietário rural ítalo-brasileiro.
Recebeu o epíteto de Rei do Café por ter chegado a possuir 18 milhões de pés de café espalhados por suas numerosas propriedades nos estados de São Paulo, Paraná e no sul de Mato Grosso, hoje Mato Grosso do Sul. Também tinha terras em Goiás e no Paraguai. Pelo papel que teve na agricultura brasileira recebeu em 1933 a Ordem do Cruzeiro do Sul.
Com exceção da etnia italiana, do nome e da alcunha de "rei do café" a trajetória de Lunardelli não tem nenhuma relação com a da malévola personagem Geremia Berdinazzi, interpretada por Raul Cortez na telenovela O Rei do Gado. O autor da telenovela simplesmente deu o nome de Geremia e a etnia italiana à personagem.
Geremia Lunardelli, o quinto e último dos assim chamados "rei do café" no Brasil. Natural da província de Treviso, nordeste da Itália, tinha menos de dois anos de idade quando a sua família, em 1887, desembarcou no Porto de Santos, tendo sido nesta ocasião dirigida para trabalhar em uma fazenda de café no interior de São Paulo. 
Na adolescência Lunardelli foi colono, carroceiro, e depois sitiante. Aprendeu a ler e a escrever por conta própria e, graças ao tino comercial e duro trabalho conseguiu, antes mesmo de completar os trinta anos, a emancipação econômica, quando então era um destacado agricultor e forte comerciante de café em Sertãozinho, na região de Ribeirão Preto. 
Em 1915, mudou-se para Olímpia, adquiriu fazendas de café e aumentou sobremaneira o seu patrimônio, mas enfrentou também sérias dificuldades. A geada intensa em 1918 fê-lo liquidar as suas posições vendidas de café na praça de Santos e obter, com a ajuda de comissárias exportadoras, empréstimos para atravessar os anos de crise. Nessa cidade foi ainda prefeito e presidente da Câmara municipal.
Em 1922 transferiu a sua residência para São Paulo, Capital. No final dos anos vinte,   cultivava cerca de 15 milhões de pés de café ocasião em que se tornou conhecido como “rei do café”. Veio então o crash de 1929 na Bolsa de Nova York, os preços do café, assim como o valor das suas propriedades, despencaram. O governo brasileiro proibiu o plantio de café e promoveu uma queima espetacular dos seus estoques - aproximadamente 80 milhões de sacas nos anos subsequentes. 
Ao acreditar no café, e sobretudo em si mesmo, e com o apoio financeiro de tradicionais casas exportadoras de Santos e de bancos comerciais em São Paulo, Lunardelli atravessou incólume mais esta crise, a despeito do desaparecimento de inúmeras fortunas vinculadas ao setor. Nesta época aproveitou oportunidades - terras baratas e crédito pessoal - para ampliar e consolidar os seus negócios.
Diversificou a produção, em especial na região Noroeste do Estado de São Paulo, onde chegou a manter 10 mil alqueires de invernadas com 30 mil cabeças de gado e 5 mil alqueires de algodão. A partir dos anos 40 deu inicio a investimentos em outros Estados da federação. Estendeu as suas atividades para no Norte do Paraná, sendo que em meados dos anos 50 possuía na região 55 mil alqueires de terras, a maior parte revendida depois na forma de colonização. Abriu também fazendas de café e pecuária em Mato Grosso do Sul, Goiás e até no Paraguai. Em sociedade com o irmão, Ricardo, fundou em Porecatu a usina de açúcar Central do Paraná, que na gestão de seu sobrinho-neto Ricardo Lunardelli Netto, ampliou sua capacidade construindo a Nova Usina Central Paraná, a maior Usina de Açúcar do Brasil na época.
Em retribuição aos serviços prestados à nação foi-lhe conferida, entre outras comendas, a medalha da Ordem do Cruzeiro do Sul. E, face aos diligentes apelos de Assis Chateaubriand, tornou-se um importante doador de valiosas obras que fazem parte do acervo original do Museu de Arte de São Paulo (Masp).
Geremia Lunardelli morreu no ano de 1962, em São Paulo, deixando viúva Albina Furlanetto, nove filhos e 36 netos.